# Жилинский, Герман Борисович
Ге́рман Бори́сович Жили́нский (25 апреля 1914, Семипалатинск, Семипалатинская область, Российская империя (ныне Семей, Восточно-Казахстанская область, Казахстан) — 15 (по другим данным, 12) июля 1990, Алма-Ата, КазССР, СССР) — советский учёный, доктор геолого-минералогических наук (1958), профессор (1959), член-корреспондент АН КазССР (1970), заслуженный деятель науки Казахстана (1960). Лауреат Ленинской премии (1958).
Открыл 24 месторождения золота, олова, редких металлов. Обосновал перспективы промышленной разработки одного из крупнейших в мире Иультинского олово-вольфрамового месторождения. Автор более 200 научных работ по геологии, нескольких историко-документальных книг, ряда патентов.

## Биография
Родился в 1914 году в Семипалатинске в семье служащих (отец — Жилинский Борис Дмитриевич, уроженец г. Каркаралинска — землеустроитель, мать — Жилинская Агния Викторовна, уроженка г. Глазов Удмурской АССР — учительница). В 1931 году окончил в семипалатинскую школу-десятилетку с землеустроительным уклоном и получил специальность топографа. По окончании школы год проработал по специальности в Казахском землеустроительном тресте, где во время экспедиции в Тарбагатай серьёзно заболел, — вплоть до инвалидности, но несмотря на это, и даже вопреки, Жилинский решил стать геологом.
В 1932 году он поступил, а в 1937-м окончил Казахский горно-металлургический институт по специальности «инженерная геология и гидрогеология». В 1937—1938 годах (по другим данным, в 1938—1939 годах) работал инженером-изыскателем проектного отдела Управления Турксиба. В 1938—1950 годах работал геологом Дальстроя на Чукотке. За время работы он открыл 24 месторождения золота, олова, редких металлов, обосновал перспективность золотоносности Чукотки, провёл оценку потенциала разработки месторождений золота в бассейнах рек Ичувеем и Раучуа. В 1940 году возглавил первопроходческую геолого-рекогносцировочную партию, занимавшуюся геологической съёмкой труднодоступной территории в верховьях реки Анадырь. В профессиональной сфере прошёл путь от рядового служащего до должности главного геолога Управления и заместителя начальника управления «Чукотскстроя». За открытие в Чаунском районе крупных месторождений золота и первую оценку залежей золота Чукотки, проведённую в 1941—1942 годах, в 1943 году был награждён медалью «За трудовую доблесть» (составленный им технический проект поисковых работ был успешно осуществлён в 1949—1951 годах). В том же году вступил в КПСС.
В 1951—1975 годах (по другим данным, в 1950—1976 годах) работал в Казахстане, куда переехал по семейным обстоятельствам и состоянию здоровья, в Институте геологических наук. Был помощником казахского геолога и организатора науки академика Каныша Сатпаева, в честь которого позже был назван вуз. В институте занимал должности научного сотрудника, заведующего отдела, заместителя директора; в 1964—1966 годах и. о. академика-секретаря Президиума АН Казахстана. В 1965 году организовал в институте хорошо оснащённое отделение экспериментальной минералогии. Участвовал в решении научных проблем в области металлогении и геохимии редких и рассеянных элементов, в сфере исследований процессов рудообразования. Был избран депутатом Алма-Атинского городского Совета депутатов трудящихся 10-го созыва.
В 1975—1979 годах — заведующий Сибирским отделом Института геологических наук АН СССР, его якутским филиалом (по другим данным, в 1976—1979 годах — заместитель директора Института геологии якутского филиала СО АН СССР); в 1976—1979 годах — профессор Якутского государственного университета (по совместительству); в 1979—1985 годах научный сотрудник магаданского филиала Хабаровского политехнического института. Избирался председателем магаданского областного Комитета защиты мира, членом правления магаданской областной организации общества «Знание». В 1985 году (по другим данным, в 1986 году) вернулся в Алма-Ату, и до 1990 года был научным консультантом Института геологических наук АН Казахстана, возглавляя в нём лабораторию экспериментальной минералогии.
Активно переписывался с О. М. Куваевым, помогая ему в работе над романом «Территория».
Скончался 15 (по другим данным, 12) июля 1990 года.

## Научная деятельность
Герман Жилинский автор многих научных трудов в области геологии, геохимии и металлогении олова, в области теоретических и экспериментальных исследований процессов рудообразования. Он разработал технологию гидротермального синтеза монокристаллов касситерита. Лауреат Ленинской премии (1958) за разработку методов прогноза месторождений и составление прогнозно-металлогенических карт Центрального Казахстана (в частности, за труд «Прогнозно-металлогенические карты Центрального Казахстана») (и её вариант — карта совмещения полезных ископаемых с геоструктурами и вулканизмом Центрального Казахстана, переведённая впоследствии на китайский язык.
В 1952 году успешно защитил кандидатскую диссертацию по металлогении оловорудных районов Чукотского полуострова, а в 1957 году — докторскую диссертацию на тему «Оловоносность Центрального Казахстана». В 1959 году ему было присвоено звание профессора по специальности «Металлогения», а в 1960 году (по другим данным, в 1961 году) — почётное звание «Заслуженный деятель науки Казахской ССР». В 1970 году за заслуги в развитии науки стал членом-корреспондентом Академии наук Казахской ССР.
Наиболее важным вкладом Г. Б. Жилинского и его коллег в освоение Чукотки считается обоснование перспектив промышленной разработки крупнейшего в СССР (и одного из крупнейших в мире) Иультинского олово-вольфрамового месторождения и олово-вольфрамовых россыпей речки Иультин, открытого в 1937 году геологом Владимиром Николаевичем Миляевым, и которому Жилинский посвятил книгу «Оловянные горы геолога Миляева (О первооткрывателе Иультинского оловянно-вольфрамового месторождения)». Воспоминания о тяжёлой работе, романтику покорения «белых пятен» Чукотки Герман Борисович изложил в книге «Следы на Земле: Записки участника первых геологических экспедиций на Чукотке», где отразил важнейшие вехи начала промышленного освоения этого региона.
Он также совершил длительную поездку по оловодобывающим предприятиям Малайской оловоносной провинции; путевые заметки о поездке (не только о геологии, но и о флоре и фауне островов, занятиях и быте, экономике и культуре местного населения) легли в основу книги «По островам Малайского архипелага».
Жилинский был членом Межведомственной комиссии по редким элементам при АН КазССР, а также Всесоюзной координационной комиссии по редким элементам по проблеме «Закономерности размещения полезных ископаемых», куратором Министерства геологии и охраны недр КазССР по редким и рассеянным элементам, председателем сырьевой комиссии Государственного научно-технического комитета при Совете Министров КазССР. Он один из организаторов отделения экспериментальной минералогии в Институте геологических наук АН Казахстана.
Автор более 200 научных работ по геологии, методике преподавания геологических дисциплин, более десятка изобретений: как приспособлений для геолога (планшетка для маршрутных съёмок, предметный интеграционный столик для микроскопа, прибор для зарисовки вертикальных забоев), так и узкопрофильных — способов синтеза кристаллов касситерита, алунита, валлериита.
Под его научным руководством защищены одна докторская и тринадцать кандидатских диссертаций.

### Некоторые работы
Научные работы:
- Жилинский Г. Б., Щерба Г. Н. Геология, редкометалльные формации и оловоносные районы Центрального Казахстана. — Алма-Ата, 1956. — 192 с.
- Жилинский Г. Б. Оловоносность Центрального Казахстана. — Алма-Ата: Акад. наук Каз. ССР, 1959. — 212 с.
- Жилинский Г. Б., Кислицына В. П., Копяткевич И. Р. и др. Искусственные монокристаллы касситерита / А. А. Штернберг. — Москва: Наука, 1981. — 140 с..

Историко-документальные книги:
- Жилинский Г. Б. По островам Малайского архипелага. — Москва: Наука, 1974. — 158 с. — (Научно-популярная серия). — 40 000 экз.;
- Жилинский Г. Б. Следы на Земле: Записки участника первых геологических экспедиций на Чукотке. — Магадан: Магаданское книжное издательство, 1975. — 207 с. — (Первопроходцы). — 30 000 экз.;
- Жилинский Г. Б. Оловянные горы геолога Миляева. — Магадан: Магаданское книжное издательство, 1985. — 127 с. — (Первопроходцы). — 15 000 экз.;
- Жилинский Г. Б. Тернистые пути к недрам горы. — Москва: Типография ФНПР, 2001. — 91 с.

### Изобретения[1]
- Усовершенствованная планшетка для маршрутных съёмок. Зарегистрировано в БРИЗ Чауно-Чукотского горно-промышленного управления Дальстроя в 1941 г. Поощрение приказом в ЧЧПУ Дальстроя № 387 от 24 октября 1942 г.
- Универсальный предметный интеграционный столик для микроскопа. Зарегистрировано в Гостехнике СССР 6 марта 1951 г. за № 443721-IV.
- Прибор для зарисовки вертикальных забоев. Зарегистрировано в Гостехнике СССР за № 427753 12 января 1952 г. Опубликовано в журнале «Разведка и охрана недр». 1954. № 2.
- Способ гидротермального синтеза монокристаллов касситерита. Авторское свидетельство № 236443, выдано 25 ноября 1968 г.
- Синтез монокристаллов касситерита. Заявка зарегистрирована в Комитете по делам изобретений и открытий. № 1384523-26 с приоритетом от 8/XII-69 г.
- Способ получения кристаллов алунита. Авторское свидетельство № 386553, выдано 19 января 1971 г. за № 1609912/23-26.
- Способ выращивания монокристаллов. Заявка зарегистрирована в Комитете по делам изобретений и открытий № 16116-03/23-26, принята от 12 января 1971 г.
- Способ приготовления шихты при выращивании монокристаллов. Заявка зарегистрирована в Комитете по делам изобретений и открытий 08 февраля 1971 г. за № 1618691/23-26.
- Способ получения валлериита. Приоритетная справка Комитета по делам изобретений и открытий. № 1610843/23-26 от 15 февраля 1971 г.
- Дифференциальный термический анализ в ампулах. Приоритетная справка Комитета по делам изобретений и открытий. № 1677406/23-26 от 02 июля 1971 г.
- Способ определения растворимости вещества при высоких температурах и давлениях без проотбора. Заявка подана в Комитет 15 января 1972 г.

## Признание и награды
Награждён рядом медалей и почётных грамот:
- Медаль «За трудовую доблесть» (1943) (за открытие первых промышленных россыпей золота в Чаунском районе и первую прогнозную оценку золотоносности Чукотки);
- Медаль «За победу над Германией» (1945);
- Диплом лауреата Ленинской премии в области науки (1958) (среди ряда геологов за труд «Прогнозно-металлогенические карты Центрального Казахстана», где он выступил в качестве соавтора и редактора);
- Почётная грамота Президиума Верховного Совета Казахской ССР о присуждении звания Заслуженного деятеля науки и техники (1961);
- Медаль «ХХ лет победы над Германией в Великой Отечественной войне» (1965);
- Юбилейная медаль «За доблестный труд. В ознаменование 100-летия со дня рождения Владимира Ильича Ленина» (1970);
- Именная медаль им. Вавилова от Всесоюзного общества «Знание» (1971);
- Почётная грамота Президиума Верховного Совета Казахской ССР (1974);
- Медаль «ХХХ лет победы над Германией» (1975)[1].